# Wilhelm Breithaupt (Erfinder)
Wilhelm Breithaupt (* 2. Oktober 1841 in Kassel; † 29. Dezember 1931 ebenda) war ein deutscher Ingenieur und Erfinder. Er war ein Spross der Kasseler Feinmechanikerfamilie Breithaupt.

## Leben
Wilhelm Breithaupt wurde 1841 als Sohn des Fabrikanten und Erfinders Georg August Breithaupt (1806–1888) in Kassel geboren. Er studierte an der Technischen Hochschule in Hannover und am Polytechnikum in Karlsruhe. Während seines Studiums in Karlsruhe wurde er dort 1860 Mitglied des Corps Saxonia. Nach Ende seiner Studien nahm er unter der Leitung von O. Börsch an den Nivellements für die europäische Gradmessung teil. Ab 1864 war er in der Fabrik seines Vaters angestellt. 1868 heiratete er Klara Pfingsten (1847–1920), die Tochter eines Buchdruckereibesitzers. Wilhelm Breithaupt gehört, wie auch Wilhelm von Breithaupt, zu einer alten Kasseler Feinmechanikerfamilie, welche dort seit 1762 das heute noch bestehende gleichnamige feinmechanische Unternehmen betreibt.
Wilhelm Breithaupt starb 1931 in Kassel. Er gehörte dem Verein Deutscher Ingenieure (VDI) und dem Hessischen Bezirksverein des VDI an.

## Wirken
Breithaupt trat als Konstrukteur mehrerer Typen von Tachymetern in Erscheinung. Von Erfolg gekrönt waren unter anderem seine Konstruktionen des Puller-Breithauptschen Tachymeters, ferner eines technischen Nivellierinstruments mit Distanzmesser sowie eines Orientierungsinstruments für Anschlussmessungen im Bergbau. Seine bedeutendste Konstruktion war wohl das Seibt-Breithauptsche Feinnivellier, das u. a. bei den Nivellements des Kaiser Wilhelm Kanals, an der Wolga und beim Simplontunnel eingesetzt wurde.

## Ehrung
- 1912 Ehrendoktorat der TH Aachen